# Guzew (powiat miński)
Guzew – wieś sołecka w Polsce położona w województwie mazowieckim, w powiecie mińskim, w gminie Mrozy.
| SIMC    | Nazwa      | Rodzaj    |
| ------- | ---------- | --------- |
| 0682784 | Nowy Guzew | część wsi |

Wieś szlachecka  Guzowo położona była w drugiej połowie XVI wieku w powiecie garwolińskim  ziemi czerskiej województwa mazowieckiego. 
W latach 1975–1998 miejscowość należała administracyjnie do województwa siedleckiego.
Wieś jest siedzibą rzymskokatolickiej parafii Matki Boskiej Nieustającej Pomocy w Guzewie.